# Volo TACV 5002
Il volo TACV 5002 era un volo passeggeri nazionale di linea operato da TACV dall'aeroporto Internazionale Cesária Évora, São Vicente all'aeroporto Agostinho Neto, Santo Antão a Capo Verde. Il 7 agosto 1999, un Dornier 228 si schiantò contro una montagna nell'isola di Santo Antão, uccidendo tutti i 16 passeggeri e i 2 membri dell'equipaggio a bordo.

## L'aereo
A causa di difficoltà tecniche, l'aereo normalmente in servizio sulla linea, un de Havilland Canada DHC-6 Twin Otter, venne sostituito con un Dornier 228 della Guardia Costiera di Capo Verde (numero di registrazione D4-CBC).

## L'incidente
L'aereo decollò dall'aeroporto Internazionale Cesária Évora alle 11:42 per il breve volo verso l'aeroporto Agostinho Neto. Tredici minuti dopo il decollo, pioggia e nebbia coprirono completamente l'isola di Santo Antão, rendendo l'aeroporto inaccessibile. Alle 11:56 i piloti decisero quindi di tornare a São Vicente. L'aereo sorvolò l'isola di Santo Antão alle 12:02, ma si schiantò contro il fianco boscoso della montagna a un'altitudine di 1.370 metri. L'aereo prese fuoco uccidendo tutti i 16 passeggeri e l'equipaggio a bordo.